# 阿尔博罗特
阿尔博罗特（?—?），又作那力不赖台吉、纳勒博古喇等，孛儿只斤氏，达延汗第七子。

## 生平
母亲满都海哈屯，的达延汗统一蒙古之后，为蒙古左翼浩齐特部领主，属于察哈尔万户。驻在宣府、张家口到独石口边外，他在张家口和明朝互市。死后，四子分领其部，之后图鲁博罗特的孙子库登汗打来孙夺得浩齐特部。

## 子孙
- 失喇台吉
  - 补根儿台吉
    - 忙克在台吉
    - 田登台吉
    - 土门的力台吉

  - 车腊台吉
- 那出台吉
  - 隐克台吉
  - 猛克台吉
- 不克台吉
  - 著力兔台吉
    - 也麦盖台吉
    - 把秃失力台吉

  - 小薛台吉
  - 满克在台吉
  - 察哈伦台吉
- 莫蓝台吉
  - 宿的盖台吉
    - 马五素台吉
    - 满克大台吉
    - 五克气台吉
    - 青定台吉

  - 丙兔台吉
    - 速不盖台吉
    - 补儿哈台吉
    - 土门台吉
    - 土门的力台吉
    - 常汗我不贯台吉
    - 我儿合兔台吉

  - 把都儿台吉
    - 忙五大台吉
    - 忙根儿台吉
    - 夺奈台吉
    - 摆都赖台吉

  - 银定台吉
  - 七慎把都儿台吉
    - 白洪台吉
    - 来洪台吉[2]